# Figurer i Mass Effect universet
Denne artikel omhandler de forskellige fiktive personer og figurer i Mass effect-universet. Disse medvirker i novellerne Mass effect: Revelations, Mass Effect: Retribution, tegneserierne Mass Effect: Redemption, Mass Effect: Evolution og videospillene Mass Effect, Mass Effect Galaxy, Mass Effect 2 og Mass Effect 3. Denne liste omhandler kun de største karakterer i novellerne, tegneserierne og videospillene. Selve historien omhandler dog mange flere karakterer og mindre personer, end dem der er beskrevet herunder.

## Commander Shepard
Commander Shepard er hovedpersonen i Mass Effect-spiltrilogien. Shepards køn, udseende, historie, kamptræning og fornavn bliver bestemt af spilleren, før spillet begynder. Her er mulighed for at vælge mellem en mandlig og en kvindelig udgave. I det første spil er Shepard 29 år gammel, og i det andet spil er Shepard blevet 31 år gammel. Som grundnavn hedder den mandlige udgave John Shepard og den kvindelige udgave Jane Shepard.
Commander Shepard blev oprindeligt designet som kvinde, men det var fra start af planen, at en mandlig udgave også skulle kunne vælges.
Shepard er en veteran fra flere krige, og begynder spillet med at være kandidat til at blive den første menneskelige "Spectre" agent. I løbet af spillet vil Shepard gennemføre vigtige missioner, der vil påvirke spillets udvikling i forskellige retninger. I det første afsnit af trilogien dræber Shepard Saren Arterius og hjælper til med at besejre Reaperen Sovereign. Den vigtigste beslutning man tager i det første spil er også til slut i spillet og det vil afgøre Citadel rådets og menneskehedens skæbne.
Shepard kan vælge at redde rådet som så vil tildele menneskeheden en plads i rådet. Eller Shepard kan beordre et angreb direkte på Sovereign, som så vil resultere i at hele rådet bliver dræbt. Herefter vil der så blive skabt et nyt råd kontrolleret af menneskeheden. Eller Shepard kan beslutte at lade rådet være uden forsvar under slaget, som så vil resultere i at menneskeheden bliver den dominerende race i galaksen.
En måned efter sejren over Sovereign bliver Shepards skib Normandy ødelagt af et ukendt fjendtlig skib. Under angrebet bliver Shepard dræbt, da der går hul på Shepards ilt forsyning. Liget af Shepard bliver bjerget af Cerberus – en hemmelig menneske organisation, der har holdt øje med Shepard efter sejren over Sovereign.
Ved hjælp af avanceret nanoteknologi, genopliver de Shepard over en periode på to år. Da Shepard er tilstrækkelig genopbygget, forsøger Shepard at finde ud af baggrunden for flere mystiske angreb på menneskelige kolonier.
Mark Meer lægger stemme til den mandelige Shepard, og Jennifer Hale lægger stemme til den kvindelige version. Tøjmodellen Mark Vanderloo stod model for den grundlæggende krop til den mandelige Shepard.

## Hovedkaraktererne

### Holdmedlemmer

#### Ashley Williams
Ashley er en 25-årig Alliance marinesoldat der meldte sig til flåden lige efter endt skole, og hun er siden blevet en meget kompetent underofficer med rank af sergent. Hun slutter sig til Shepards hold under den første mission efter korporal Richard Jenkins bliver dræbt. Ashley er en ægte soldat der har stor viden om våben og andet udstyr, men hun kan ikke bruge avanceret tech eller biotiske evner. Hun er et muligt kærligheds emne for den mandelige Shepard. Hun stammer fra en militær familie, der har tjent Alliance flåden siden dens grundlæggelse. Hendes familie lider dog under det faktum at hendes bedstefar er den eneste menneskelige officer der nogensinde har overgivet sig til en fremmed race, da han var den officer der overgav Shanxi kolonien til en turian flåde. Ashley mener at grunden til at hun og hendes far aldrig blev forfremmet er at deres navn stadig sidder i hovederne hos Alliancens top.
Ashley og hendes tre søstre blev opdragede af deres mor på forskellige koloni verdener, da deres far gjorde tjeneste i flåden. Ashley er meget religiøs, men det bliver aldrig slået fast hvilken religion eller trosretning hun tilhøre andet end at hun tror på dommedag. Hun udviser også meget stærke menneske nationalistiske synspunkt. Grunden til dette er nok at finde i et hvis had imod dem der fik hendes bedstefar til at overgive sig i den første kontakt krig.
Senere i spillet under angrebet på Sarens forskningskomplekse er Ashley en af to mulige holdmedlemmer man kan sende med som støtte for en salarian kommandoenhed. Under angrebet vil Shepard skulle træffe et valg der kan ende med at koste Ashley livet i en atomeksplosion.
Ashley er også med i Mass Effect 2 alt efter hvilket valg den mandelige Shepard gjorde i det første spil. Illusive Man udnytter den forbindelse hun har til Shepard til lokke Collector'erne frem og angribe kolonien Horizon. Under angrebet forsøger Ashley at forsvare kolonien, men ender selv med blive paralyseret. Efter hun er blevet reddet udtrykker hun vrede over at Shepard nu arbejder for Cerberus og mener at han er en forræder.
Hun vil også optræde i Mass Effect 3. Her vil hun igen være et muligt holdmedlem. På det tidspunkt er hun ligesom Shepard blevet en Spectre agent.
Stemmeskuespilleren Kimberly Brooks har lagt stemme til Ashley

#### Liara T'Soni
En 106 år gammel Asari, der er ekspert i Prothean teknologi og alt der omhandler racen især deres mystiske forsvinden. Shepard finder hende indespæret i en energiboble i en Prothean ruin, som hun ved en fejl selv låst sig indeni. Liara er en romance mulighed for både den mandlige og den kvindelige Shepard. Grunden til dette er at Asari racen kun har et køn og de kan være sammen med alle racer på grund af det. Liara har meget stor biotiske kræfter, men har ikke stor våbenkundskab.
Liara er datter af matriark Benezia en respekteret og meget stærk Asari biotic. Det bliver aldrig fortalt hvem den anden forældre var andet end at det også var en Asari. Når to Asari får et barn sammen bliver det tit set dårligt på af andre Asari. Disse børn bliver kaldt fuldblods som er et nedsættende ord på Asari. Grunden til dette er, at de mener at for at forbedre sig som race bør de formere sig med andre racer for at opnå dette.
I Mass Effect 2 har Liara forandret sig meget. Hun er blevet meget koldere og meget mere kynisk. Siden hendes veje skiltes fra Shepard har hun levet af at handle med informationer på planeten Illium. Hun er blevet en direkte konkurrent til den lyssky Skadow Broker, og hun beder Shepard hjælpe sig med jage en af hans agenter som har overvåget hende. Grunden til Liara's had til Shadow Broker er at han forsøgte at sælge Shepards lig til Collector racen efter han fandt det efter Shepards død i starten af Mass Effect 2. Efter en længere samtale med Liara finder man dog ind til den person hun var engang i det første spil. Hun tog Shepards lig fra Shadow Broker og gav det til Cerberus, så at de kunne oplive Shepard igen. Dette gjorde hun selvom hun viste at de ville bruge kommandøren til deres egne formål, fordi hun holdt så meget af Shepard og ikke kunne give slip. Hun er bange for at Shepard vil være sur over dette og undskylder for hendes handlinger. Shepard tilbyder hende at komme med på holdet igen, men hun afviser, da hun stadig har et regnskab at gøre op med Shadow Broker.
I udvidelsen til Mass Effect 2 kaldet "Lair of the Shadow Broker", slutter hun sig til Shepards hold for at de sammen kan finde Shadow Broker. Det lykkes dem til sidst at finde Shadow Broker og dræbe ham. Efter dette overtager Liara hans rolle i organisationen. Hun lover Shepard at hun vil fra hendes nye magtfulde position vil hjælpe i kampen imod Reapers og deres agenter. Det er også muligt at genoptage romancen imellem Shepard og Liara hvis man har overført et spil fra den første Mass Effect.
Det er også blevet bekræftet at hun vil være et holdmedlem i Mass Effect 3 og at de spillere der har beholdt hende som en romance i de sidste spil vil blive belønnet for det.
Ali Hillis har lagt stemme til Liara og skuespillerinden Jillian Murray har stået model for hendes krop og ansigt.

#### Kaidan Alenko
En 32 år gammel Alliance løjtnant, Alenko er med på Shepards første mission på Eden Prime som holdmedlem. For den kvindelige Shepard er Alenko en romance mulighed. Han er en stærk biotic, der benytter de meget kontroversielle L2 implantater, der ved længere brug giver frygtelige bi effekter. Alenko er en af de heldige bruger af dem, da han "kun" lider af migræne. Andre brugere er endt med at blive sindssyge og fuldstændig lammet af smerter.
Senere i spillet da Shepard skal angribe Sarens base på planeten Virmire, er Alenko en af to holdmedlemmer man kan sende med som støtte for en gruppe Salarian kommandosoldater. Under angrebet på basen bliver spilleren nødt til at træffe et valg der kan ende med, at Alenko bliver efterladt og dræbt i en atomsprængning da basen bliver ødelagt.
Alt efter hvilket valg man gjorde i det første spil vil Alenko også optræde i Mass Effect 2. Siden det første spil er han blevet forfremmet og er udstationeret på planeten Horizon for at hjælpe med at beskytte mod Collector angreb. Under angrebet på planeten ender Alenko dog med at blive paralyseret af Collector angrebet. Og først efter Shepard har slået Collector'erne tilbage bliver Alenko befriet.
Til at begynde med er Alenko glad for at se Shepard igen, men da han høre at Shepard nu arbejder for Cerberus afviser han tage med på Shepards mission.
Det er blevet bekræftet at Alenko vil være at finde i Mass Effect 3 hvis han overlevede det første spil.
Skuespilleren Raphael Sbarge lægger stemme til Alenko i spillet.

#### Tali'Zorah Nar Rayya
Tali er en 24 år gammel kvindelig Quarian, der er et af Shepard's holdmedlemmer. Shepard redder hende fra at blive dræbt i en fælde om bord citadellet i det første spil. Som gengæld for dette giver hun de oplysninger hun har om Sarens alliance med Geth racen. Tali er på hendes pilgrimsrejse, en Qurian tradition som alle skal igennem for at blive voksne. En ung Quarian tager væk fra Flåden for at opleve de andre racer og de vender først tilbage når de har fundet noget der er værd at tage med tilbage. Tali har svært ved at sove i den stilhed der om bord Normandy, da stilhed i Flåden typisk betød at noget var stoppet med at virke. Senere i spillet får man også at vide at hendes far er en af de ledende admiraler i deres flåde. Under enten missionen på Feros eller en sidemission, kan Shepard download vigtig data om Geth racen, som Tali kan bruge til at færdig gøre sin pilgrimsrejse.
I Mass Effect 2 er Tali så en voksen, da hun fuldførte pilgrimsrejse og hun har nu fået navnet Tali'Zorah vas Neema. Under Shepards mission til Freedom's Progress møder de igen hinanden lige efter kolonien har været angrebet af Collector. Tali og en lille gruppe Quarians er kommet til planeten for finde en af deres egne der overlevede angrebet. Efter Shepard finder denne Quarian kan man så vælge at udlevere ham til Tali eller tage ham med tilbage til Cerberus for at afhøre ham. Efter denne mission bliver Tali så sendt til planeten Haestrom der ligger dybt inde i Geth områder. Hun bliver sendt dertil for at undersøge solen i systemet der er ved at dø selvom den ikke er gammel. Med sig har hun en gruppe marinesoldater, der dog på alle en, Kal'Reegar, bliver udslettet af et Geth angreb. Efter Shepard har reddet hende fra Geth angrebet slutter hun sig til holdet igen.
Senere i spillet bliver Tali tiltalt for forræderi, og Shepard kan vælge at hjælpe hende med at bevise hendes uskyld. Grunden til dette er at det skib hendes far arbejdede på i Flåden er blevet overtaget af Geth som admiralerne mener at hun har sendt til skibet. For at finde beviser imod dette kæmper Shepard og Tali sig vej igennem skibet. De ender dog med at finde ud af at hendes far er død og selv var skyld i at de Geth der var om bord blev aktiveret. Tali beder Shepard om at holde det hemmeligt at hendes far var skyld i det. Alt efter hvor meget Paragon og eller Renegade, spilleren har kan flere forskellige ting ske ved retssagen. Enten bliver hun dømt skyldig og bortvist fra flåden, eller også bliver hun frifundet. Begge vil dog resultere i at hun bliver hos Shepard og skifter navn til Tali'Zorah vas Normandy.
I Mass Effect 2 er Tali en mulig romance for den mandelige Shepard.
Det er blevet bekræftet at hun vil være at finde som holdmedlem i Mass Effect 3, alt efter om hun overlevede den sidste mission i Mass Effect 2.
Liz Sroka lægger stemme til Tali.

#### Garrus Vakarian
En Turian mand, Garrus er medlem af Citadellets sikkerhedstyrker også kaldet C-Sec. Shepard møder Garrus da han står for den efterforskningen af Saren efter angrebet på Eden Prime. Han får dog ikke lov til at gøre efterforskningen færdig og dette bedrager kun mere til hans had til Saren. I hans arbejde mener han at målet helliger metoderne, men da hans ledere ikke mener dette er han blevet meget frustreret over hans arbejde. Dette er en af grundene til at han tilslutter sig Shepards mission.
Garrus var på et tidspunkt kandidat til at blive Spectre, men blev talt fra det af hans far, der var en C-Sec officer der frygtede at Garrus ville ende som Saren. Alt efter hvordan Shepards samtaler med Garrus går, kan han igen ansøge om at blive Spectre.
I Mass Effect 2 efter at Normandy blev ødelagt, går Garrus i gang med at rydde op i alt den kriminalitet der er på Omega og de omkring liggende stjernesystemer. På Omega stationen går Garrus under navnet "ærkeenglen", da han angriber alle de forbryderiske bander der, dog med undtagelse af Aria T'Loak, som er den uofficielle leder af Omega. Da Shepard ankommer til Omega har Garrus barrikaderet sig i sin base imod de 3 største bander, der forsøger at trænge ind og dræbe ham. Ved Shepards hjælp formår de at slippe væk, og undervejs får de ram på de 3 ledere af banderne.
Som en sidemission kan Shepard hjælpe Garrus med at finde en Turian som forrådte Garrus på Omega og som ledte til at hele Garrus' hold blev dræbt af banderne. Da de endelig finder forræder kan Shepard vælge mellem at lade Garrus dræbe ham eller lade ham leve så han resten af livet kan fortryde forræderiet.
Det er blevet bekræftet at Garrus vil optræde som holdmedlem i Mass Effect 3, alt efter om han overlevede Mass Effect 2.
Garrus er en mulig romance for den kvindelige Shepard.
Skuespilleren Brandon Keener lægger stemme til Garrus.

#### Urdnot Wrex
Wrex er en af de sidste krogan krigsmestre, som har store biotiske kræfter og dog stadig kan betjene store og avancerede våbensystemer. Som ganske ung blev Wrex leder af en lille klan af sit folk, som den yngste nogensinde. Krogan racen blev ramt af det biologiske våben "Genophage", som gør at kun 1 ud af 1000 børn overlever fødslen. Efter dette mente Wrex at hans folk var blevet unødvendig voldlige, og at i stedet for at redde racen på fredelig vis, så foretrak mange Krogan at dø i voldsomme kampe.
På grund af disse synspunkter, forsøgte hans far at dræbe ham. Wrex overlevede forsøget på hans liv, og dræbte i stedet hans far. Efter dette vendte han sit folk ryggen, og levede de næste 300 år som lejesoldat, bodyguard, soldat og dusørjæger. På trods af hans truende udseende, så mister Wrex sjældent kontrollen over sit vrede. Det er sjældent at Wrex taler, men når han gør, så høre folk efter.
Senere i spillet under angrebet på Sarens base på Virmire, opdager Wrex at Saren forsøger at finde en kur til "Genophage". Saren håber at han så kan skabe en hel hær af Krogan. Dette får Wrex til at konfrontere Shepard, da planen er at ødelægge basen med kuren i. Samtalen med Wrex, kan ende på to måder. Enten får Shepard talt Wrex til ro eller også så dræber Shepard Wrex.
Wrex er også med i Mass Effect 2, hvis han overlevede det første spil. Hvis han overlevede, møder man ham på Tuchanka Krogan hjemplaneten. Wrex er nu blevet leder af alle klanerne og er i gang med at gennemføre store reformer for Krogan samfundet. Det er dog ikke uden problemer, da flere af de mere traditionelle klaner er modstandere af Wrex's planer.
Døde Wrex i det første spil, møder man i stedet hans bror Wreav når man kommer til planeten.
Wrex er sat til at optræde i Mass Effect 3, hvis han overlevede det første spil
Skuespilleren Steve Barr lægger stemme til Wrex.

#### Jacob Taylor
Jacob Taylor er hovedpersonen i spillet Mass Effect Galaxy og det første holdmedlem i spillet. I Galaxy er han en tidligere Alliance soldat, der bliver genrekutteret til at undersøge hvorfor Batarian racen har sendt en ambassadør til Citadellet for at starte fredsforhandlinger. Med hjælp fra Miranda Lawson, afdækker han et komplot om at dræbe hele citadel rådet.
Da Mass Effect 2 begynder er han blevet medlem af Cerberus og er Miranda's næstkommanderende. Grunden til at han tilslutter sig Cerberus er, at efter hans afsløringer i Galaxy forsøger Alliancen kun at skjule komplottet. Jacob har stor respekt for Shepard pågrund af dennes fortid i Alliance flåden. Da Shepard vågner op på Cerberus stationen, er Jacob det første holdmedlem man møder.
Som en sidemission kan man hjælpe Jacob med at undersøge et mystisk nødsignal fra hans fars skib Hugo Gernsback, som forsvandt for over 10 år siden. Da man når til planeten finder Shepard ud af at planterne og maden der, gør at folks bevidsthed bliver mere og mere primitiv. Det har Jacobs far udnyttet og holdt alt det rene mad for sig selv så han kunne styre planeten som sit eget lille paradis. Men efterhånden var den mandelige del af besætningen begyndt at gøre oprør og derfor sendte han så endelig et nødsignal. Da Shepard og Jacob så endelig når frem til ham, kan man træffe flere valg om hvad man skal gøre med ham. Enten kan man tilkalde Alliancen og skaffe hjælp til besætningen og en retssag til Jacob's far. Eller bare lade ham være imens hans tidligere besætning slår ham ihjel, eller lade ham beholde en pistol der kun har nok ammunition til at han kan skyde sig selv.
Jacob er en mulig romance for den kvindelige Shepard.
Det er blevet bekræftet at Jacob også vil optræde i Mass Effect 3, men dog ikke om det er som holdmedlem eller som bifigur.
Adam Lazarre-White har lagt stemme til Jacob.

#### Miranda Lawson
Miranda optræder i Mass Effect Galaxy som en ikke spilbar figur og i Mass Effect 2 som et holdmedlem.
I Galaxy optræder hun som et hologram for Jacob. Via hendes hologram hjælper hun Jacob med at afsløre det mordplot en gruppe Batarians forsøger at gennemføre imod Citadel rådet.
I Mass Effect 2 bliver det så afsløret at hun er et medlem af Cerberus. Hun er leder af deres Lazarus projekt, som har til opgave at genoplive kommandør Shepard. Om bord på Normandy er hun næstkommanderende efter Shepard, og er også forbindingsled mellem skibet og lederen af Cerberus Illusive Man.
Miranda blev kunstig skabt af hendes far, som er en rig og magtfuld forretningsmand på jorden. Hun er skabt kun af sin fars DNA da han ikke ville have noget tilfældig DNA ind i hans nye barn.
Da Miranda blev ældre, blev hun træt af hendes fars total kontrol af hendes liv og sluttede sig derfor til Cerberus for slippe væk. Samtidig med dette får hun Cerberus til skjule hendes søster så hun kan få et normalt liv.
Senere i spillet kan Shepard vælge at hjælpe Miranda med redde hendes søster og gennemføre man dette bliver hun meget loyal mod Shepard. I en af de mulige slutninger på spillet viser hun dette da hun vælger at ignorere en ordre fra Illusive Man om at stoppe Shepard fra at ødelægge Collector basen. Samtidig med dette opsiger hun også sin stilling hos Cerberus.
I Spillet er Miranda en mulig romance for den mandelige Shepard.
Det er blevet bekræftet at Miranda også vil optræde i Mass Effect 3, dog ikke om det er som holdmedlem.
Skuespillerinden Yvonne Strahovski lægger stemme til Miranda.

#### Legion
Tekst mangler, hjælp os med at skrive teksten